# Ali ibne Issa ibne Maane
Ali ibne Issa ibne Maane (Ali ibn Isa ibn Mahan - lit. "Ali, filho de Issa, filho de Maane"; antes de 775 - 03 de junho de 811) foi um proeminente líder militar iraniano do Califado Abássida ativo no final do século VIII e começo do IX, principalmente no Coração e províncias vizinhas.

## Vida

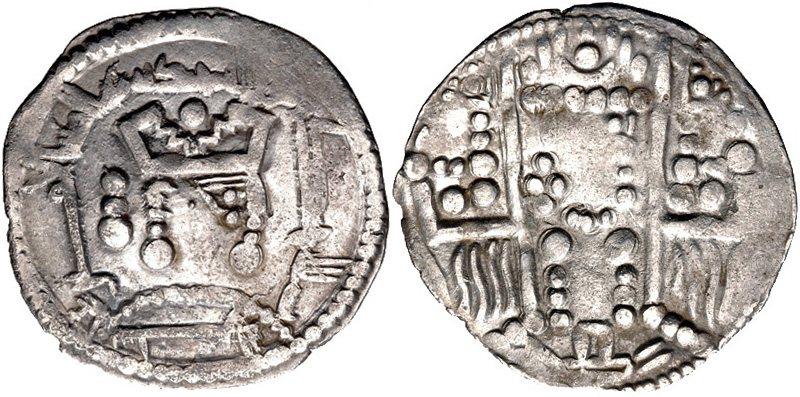
Dracma de Alamim r.

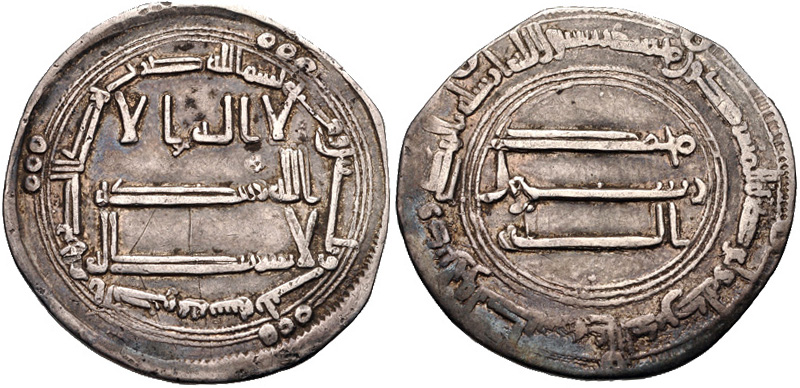
Dirrã de Almamune

Ali era filho de Issa ibne Maane, um apoiante precoce dos abássidas que amotinaria após a Revolução Abássida (746–750), pelo que foi executado por Abu Muslim. Ele também poderia ser sobrinho de Bucair ibne Maane desde que o último fosse irmão de Issa como é assumido por alguns autores. Seja qual for sua ascendência, Ali aparece pela primeira vez em 779/80, ainda durante o reinado do califa abássida Almadi (r. 775–785), como comandante da guarda califal (haras). Ele então serviu como comandante da guarda do herdeiro Alhadi (r. 785–786) e continuou no posto após a ascensão do último. Sob Alhadi também ocupou os postos de secretário do departamento militar (divã al-junde), o poderoso posto de camareiro (hájibe) e diretor dos tesouros. Sob Harune Arraxide (r. 786–809) continuou a servir como comandante da guarda até 796, quando foi nomeado governador do Coração em oposição do barmécida Iáia ibne Calide.
Como líder do abna adaulá, as tropas que compunham o núcleo do exército abássida no Iraque, antagonizou os coraçanes e oprimiu-os através de pesada tributação, com a receita revertida para a manutenção dos abna e para preencher seus próprios cofres; durante seus oito anos de mandato, ele acumulou uma vasta fortuna. Tal prolongado desgoverno fomentou a oposição dos notáveis locais, bem como intensificou a atividade dos carijitas na região, uma situação obscurecida dos olhos califais pelo fato de Ali ter compartilhado parte de sua fortuna com Harune. Em 805–806, entretanto, uma grande rebelião sob Rafi ibne Alaite eclodiu em Samarcanda. Ali foi incapaz de deter as atividades rebeldes e o avanço carijita, o que requiriria a intervenção pessoal de Harune Arraxide em 808, que demitiu-o e substituiu-o por Hartama ibne Aiane.
Ali permaneceu foi preso e enviado para Bagdá, onde permaneceu até a morte de Harune Arraxide em março de 809. Ele então apoiou, como muitos membros da elite bagdali, o novo califa Alamim (r. 809–813) contra seu irmão Almamune, que havia recebido um grande vice-reino compreendendo o Coração. Ali foi honrado como "xeique hadiil-daulá" (shaykh hadhihi'l-dawla), colocado no comando dos assuntos de Almamune e nomeado como governador das províncias orientais em janeiro de 811, formalmente dando início à Quarta Fitna. Ali foi confiado no comando dum exército incomumente grande de 40 ou 50 mil soldados, recrutado de dentre os membros do abna, que fora enviado para depor Almamune. Na Batalha de Rei de 3 de julho de 811, foi decisivamente derrotado e morto por um exército inferior numericamente liderado por Tair ibne Huceine. Em março de 812, seu filho Huceine lideraria uma fracassada revolta pró-mamunida em Bagdá.